# Annick Loiseau
Pour les articles homonymes, voir Loiseau.
Annick Loiseau, physicienne, chercheuse au LEM, Laboratoire d'étude des microstructures (UMR CNRS/ONERA), est la première femme nommée directrice de recherche à l'ONERA, Office national d'études et de recherches aérospatiales, en 1996. Elle est reconnue internationalement pour ses recherches sur les nanotubes de carbone. Elle a été récompensée de la médaille d'argent du CNRS en 2006.

## Biographie

### Formation
Annick Loiseau est née en 1957. Après une classe préparatoire, elle entre à l’École nationale supérieure de chimie de Paris (ENSCP). Elle réalise son stage de fin d'études au Laboratoire de physique du solide de l'ONERA, sans se douter que c'est là qu'elle fera carrière. Attirée par la physique et par la recherche, elle prépare un DEA de physique des solides à l'université Paris-Sud puis une thèse de doctorat.

### Carrière
Doctorat en poche, Annick Loiseau obtient un poste à l'ONERA en 1985 où elle met en pratique son expertise en microscopie électronique à haute résolution. Son domaine de recherche est l'étude des propriétés des alliages métalliques utilisés en aéronautique. Ces travaux la conduisent à mettre en évidence de nouvelles structures atomiques. En 1992, elle se passionne pour les nanotubes de carbone qui viennent juste d'être découverts par un chercheur japonais, Sumio Lijima. Au départ simple curiosité de chercheuse, ce sujet est vite devenu son activité principale. En 1996, elle devient la première femme directrice de recherche à l'ONERA . Ses recherches débouchent sur la constitution d'un groupement de laboratoires de recherche international, le GDRE Nanotubes du CNRS, qu'elle codirige avec Patrick Bernier de l'Université de Montpellier et qui regroupe plus de 70 laboratoires européens et canadiens (GNT: Graphenes and Nanotubes ). En 2000, elle est nommée au poste de chef de projet du Projet Fédérateur de recherche Nanostructures. 
Pendant ses recherches, Annick Loiseau et son équipe mettent au point une nouvelle méthode pour synthétiser des nanotubes en utilisant un laser. Ce procédé permet pour la première fois au monde de fabriquer des nanotubes monofeuillets de nitrure de bore aux propriétés remarquables, susceptibles d'intéresser le secteur industriel . 
En plus de ses activités de recherche, Annick Loiseau a enseigné au DEA de Métallurgie spéciale d'Orsay devenu le Master Matériaux pour les Structures et l'Énergie (MSE ) et participe à la formation de jeunes chercheurs physiciens et physiciennes par l'encadrement de nombreuses thèses.
Annick Loiseau est également très impliquée dans des actions de vulgarisation de la science et donne de nombreuses conférences grand public sur les enjeux des nanotechnologies comme dans le cadre de l'Université de tous les savoirs . Elle est aussi très engagée pour la place des filles et des femmes dans les sciences physiques .
Elle est membre de la Société française de physique (SFP) et de la Société Française des Microscopies [SFμ). Elle a été présidente du bureau de la matière condensée et a eu diverses responsabilités au sein de la SFP. Elle a été membre nommé de la section 06 du comité national du Centre National de la Recherche Scientifique entre 2008 et 2012.
Annick Loiseau a été missionnée en 2013 par le CNRS pour représenter la France dans le réseau de contacts nationaux du projet phare européen de recherche "Flagship" Graphène .

## Principales distinctions
- Grand prix Aluminium Pechiney de l'Académie des sciences en 1988
- Médaille de la métallurgie de l'ENSCP
- Prix Louis Ancel de la Société française de physique en 1999[12]
- Médaille d'argent du CNRS en 2006[13]
- Décorée de l'ordre national de la Légion d'honneur en janvier 2011

## Publications
Annick Loiseau a publié environ 130 articles dans des journaux scientifiques tels que Physical Review Letters, Nature, Science, Chemical Physics Letters, European Journal of Physics ou encore dans des revues de vulgarisation scientifique tel que La Recherche. Elle a donné plus de 150 communications à l'occasion de congrès scientifiques.
Annick Loiseau a consacré un ouvrage aux nanotubes de carbone .